# NGC 4445
NGC 4445 في الفهرس العام الجديد، هي مجرة، تقع في كوكبة العذراء. اكتشفت في 24 أبريل 1865 بواسطة هاينريش لويس دريست.

## روابط خارجية
- NGC 4445 على موقع ويكي سكاي: DSS2, SDSS, GALEX, IRAS, Hydrogen α, X-Ray, Astrophoto, Sky Map, Articles and images